# Callixena plagiata
Callixena plagiata är en fjärilsart som beskrevs av Emilio Berio 1966. Callixena plagiata ingår i släktet Callixena och familjen nattflyn. Inga underarter finns listade i Catalogue of Life.